# Cyclotron

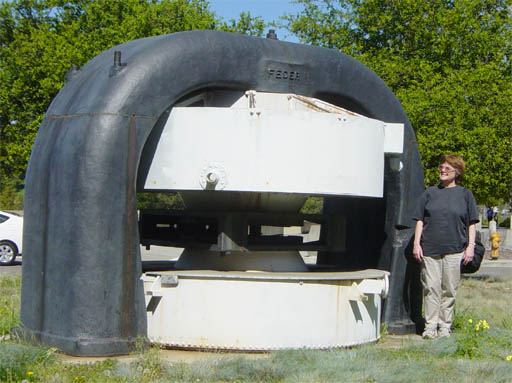
Un électroaimant de cyclotron au Lawrence Hall of Science. Les parties noires sont en acier et se prolongent sous terre. Les bobines de l'aimant sont situées dans les cylindres blancs. La chambre à vide se situerait dans l’espace horizontal entre les pôles de l'aimant.

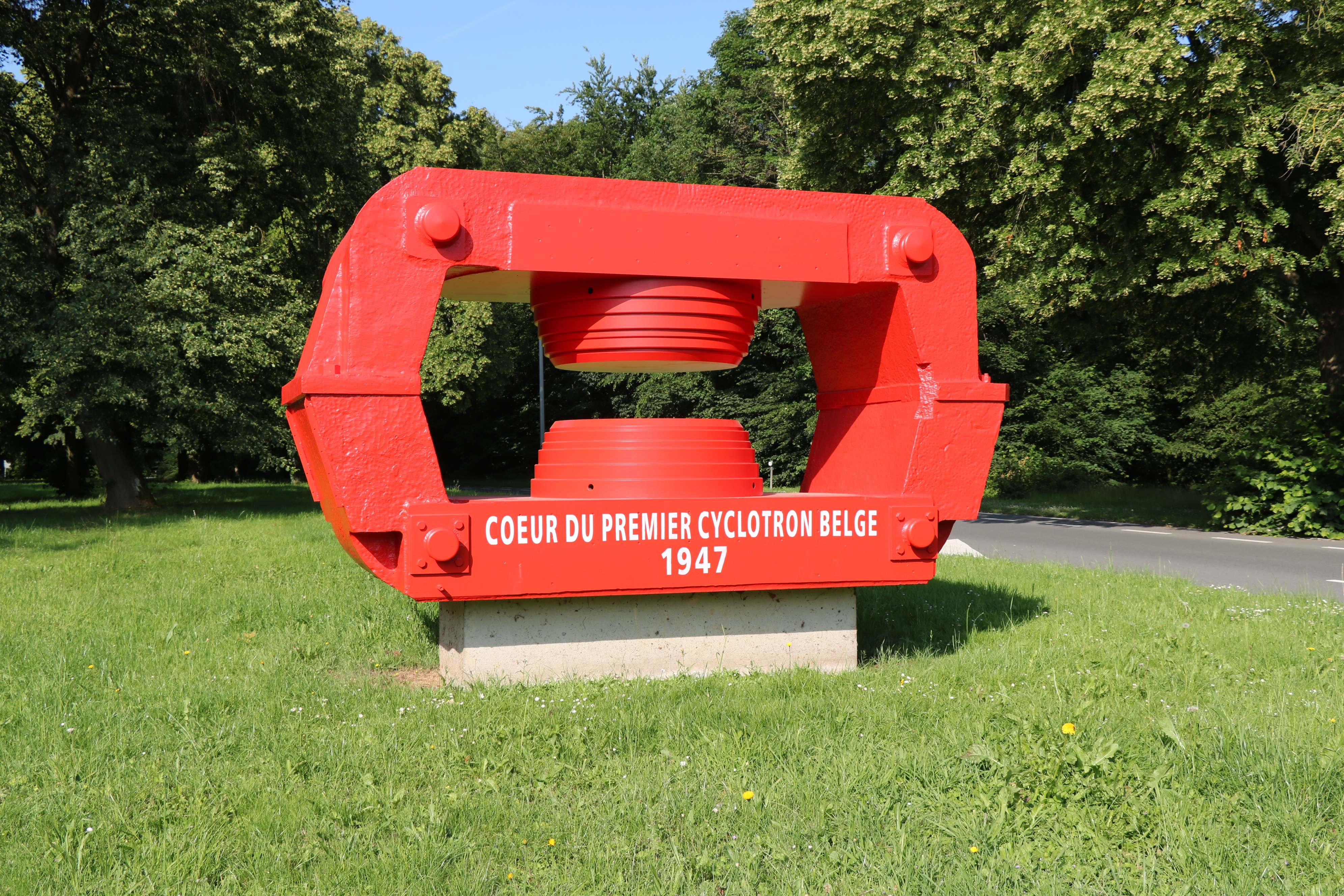
Cœur du premier cyclotron belge, construit à Heverlee en 1947.

Le cyclotron est un type d’accélérateur de particules inventé par Ernest Orlando Lawrence et Milton Stanley Livingston de l'Université de Californie à Berkeley au début des années 1930. 
Dans un cyclotron, les particules placées dans un champ magnétique constant suivent une trajectoire en forme de spirale composée de demi-cercles successifs de rayon croissant à chaque impulsion par un champ électrique alternatif de fréquence constante. Dans un synchrotron, les particules suivent une trajectoire circulaire de rayon maintenu constant par un champ magnétique croissant avec l'énergie des particules. La fréquence du champ électrique d'accélération est croissante. 
Dans un cyclotron les particules sont accélérées à des énergies de quelques MeV à plusieurs centaines de MeV. Les autres types d’accélérateur circulaires, d’invention plus récente, permettent d’atteindre des énergies supérieures : synchrocyclotron  et synchrotron (millions de MeV, ou TeV).
Près de 1 500 cyclotrons sont utilisés en médecine nucléaire dans le monde pour la production de radionucléides.

## Fonctionnement

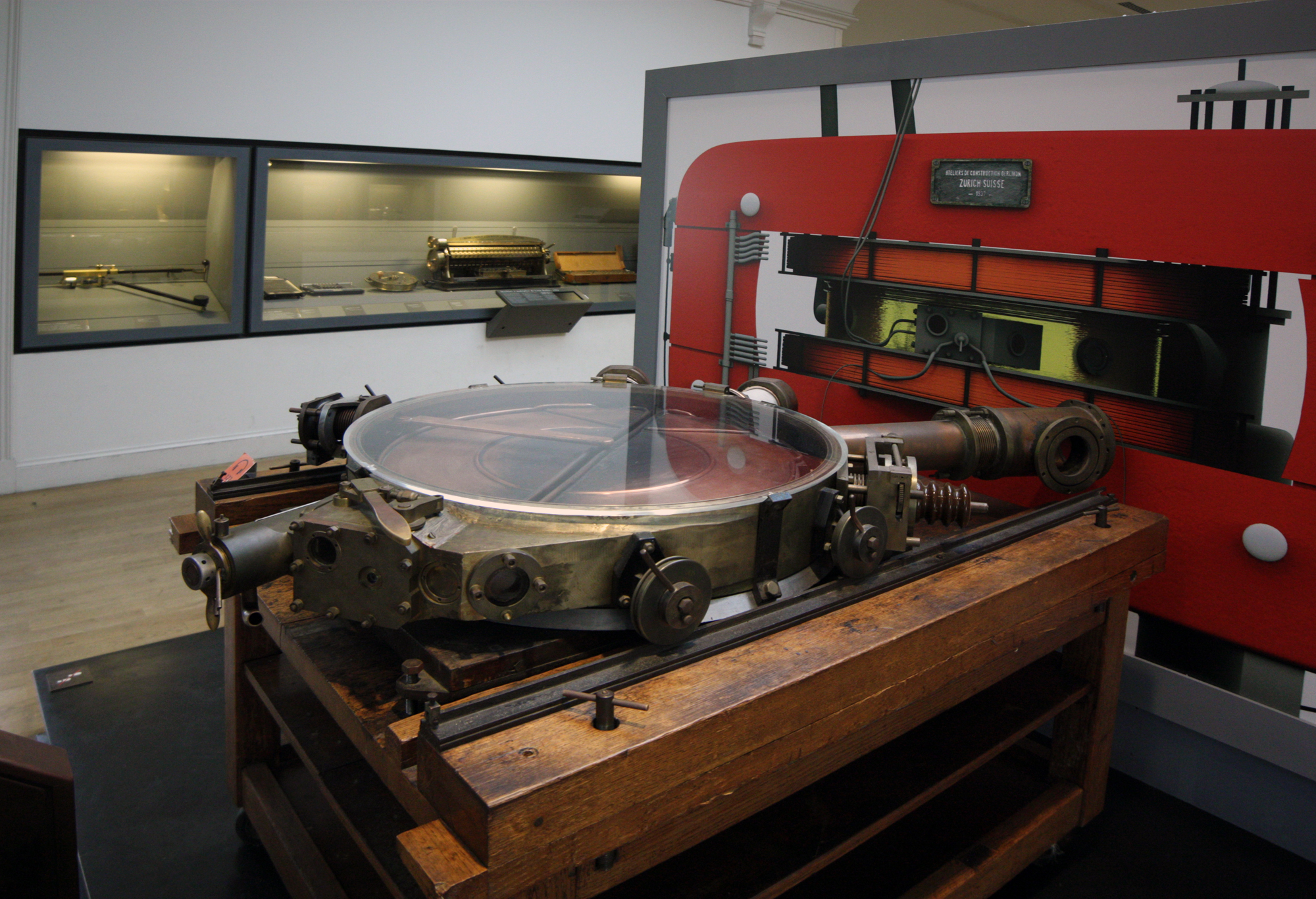
Chambre à vide sortie de l'aimant du premier cyclotron français installé au Collège de France en 1937 par Frédéric Joliot-Curie. On devine les Dés à travers la vitre.
Musée des Arts et Métiers-Cnam, Paris.

### Structure de l'appareil
Un cyclotron est un appareil constitué de trois éléments principaux :
1. une chambre à vide de forme cylindrique (une sorte de boite de camembert) dont le diamètre est beaucoup plus grand que la hauteur, disposée horizontalement, où circulent les particules chargées sur des trajectoires circulaires.
2. des électrodes en forme de demi-cylindres ou D, appelées les Dés (ou Dees en anglais), placées à l'intérieur de la chambre à vide et alimentées en haute tension par un oscillateur électrique à haute fréquence.
3. un électroaimant puissant délivrant un champ magnétique constant, perpendiculaire au plan de la trajectoire des particules chargées, et uniforme sur toute la surface de la chambre à vide.

À ce dispositif, il faut ajouter :
- une ou plusieurs sources de particules chargées qui sont introduites à faible énergie au centre de la chambre à vide.
- une ou plusieurs sorties dans des lignes de faisceau qui dirigent les particules accélérées vers leurs cibles.
- un système de pompe à vide qui maintient l'ensemble des espaces de circulation des ions sous un vide poussé.
- suivant la configuration des systèmes de réfrigération qui refroidissent l'aimant aussi bien que les Dés.

### Principe de fonctionnement
Le fonctionnement d'un cyclotron est présenté en animation dans la référence. 
Des particules de masse {\displaystyle m\;}, de charge {\displaystyle q\,} et de vitesse {\displaystyle v\;}, circulant sur une trajectoire circulaire de rayon {\displaystyle r\,}, sont soumises à deux forces antagonistes, la force centrifuge {\displaystyle F_{C}\;}.
{\displaystyle F_{C}={mv^{2} \over r}\;}

Schéma de principe du cyclotron.

et la force centripète créée par la force de Lorentz du champ magnétique {\displaystyle B\,}.
{\displaystyle F_{B}=qvB\;}
D'après le principe fondamental de la dynamique, {\displaystyle F_{C}\;}= {\displaystyle F_{B}\,} donc :
{\displaystyle mv=qBr\;}
Il découle de cette équation que : 
- Le rayon (gyroradius) de la trajectoire des particules est :

{\displaystyle r={mv \over qB}\;}
- La pulsation {\displaystyle {\omega _{c}}={\frac {v}{r}}\;} et la fréquence de rotation des particules {\displaystyle f_{c}={\frac {\omega _{c}}{2\pi }}\;} sont indépendantes du rayon de la trajectoire et de la vitesse linéaire des particules :

{\displaystyle f_{c}={\frac {v}{2\pi r}}={\frac {qB}{2\pi m}}\;}
La fréquence {\displaystyle f_{c}\;}est appelée fréquence cyclotron. Elle ne dépend que du champ magnétique et du type de particule accélérée. La fréquence du champ électrique alternatif {\displaystyle f_{e}\;}appliquée aux Dés est fixée sur la fréquence cyclotron : {\displaystyle f_{e}=f_{c}\;}. De cette façon, à chaque demi-tour, les particules reçoivent une impulsion d'accélération lorsqu'elles passent entre les Dés, leur vitesse augmente et le rayon de leur trajectoire augmente, mais le temps de parcours d'une orbite reste constant et égal à la période de rotation {\displaystyle T_{c}={\frac {1}{f_{c}}}\;}. C'est pourquoi le cyclotron est dit isochrone.
- La vitesse maximale {\displaystyle v_{max},} est atteinte lorsque les particules circulent à la périphérie des Dés, c'est-à-dire lorsque {\displaystyle r\;=\;R} :

{\displaystyle v_{max}={qBR \over m}\,}
- L'énergie cinétique des particules à la sortie du cyclotron est :

{\displaystyle E_{C}={1 \over 2}mv_{max}^{2}={\frac {q^{2}B^{2}R^{2}}{2m}}\;}
Pour une particule de masse donnée, l'énergie dépend de l'intensité du champ magnétique et du diamètre des pôles de l'aimant délimitant la surface traversée par le champ magnétique. Pour un électroaimant ferromagnétique, le champ est limité à 2 T. Pour obtenir des énergies élevées, il faut donc construire des aimants de grand diamètre. C'est ainsi que Lawrence a construit une série de cyclotrons de plus en plus grands, jusqu'à atteindre 4,40 m de diamètre, en 1942.

## Considérations relativistes
Lorsque la vitesse des particules approche de la vitesse de la lumière la fréquence cyclotron et la pulsation doivent être réécrites: 
{\displaystyle f_{c}={\frac {qB}{2\pi \gamma m_{0}}}={\frac {f_{0}}{\gamma }}}, et
{\displaystyle \omega _{c}={2\pi f_{c}}={\frac {qB}{\gamma m_{0}}}={\frac {\omega _{0}}{\gamma }}},
où
{\displaystyle f_{0}} est la fréquence cyclotron dans les conditions classiques non-relativistes,
{\displaystyle \omega _{0}} est la pulsation dans les conditions non-relativistes,
{\displaystyle \beta ={\frac {v}{c}}} est la vitesse relative, et
{\displaystyle \gamma ={\frac {1}{\sqrt {1-\beta ^{2}}}}={\frac {1}{\sqrt {1-\left({\frac {v}{c}}\right)^{2}}}}} est le facteur de Lorentz.
Le rayon de giration pour une particule se déplaçant dans un champ magnétique statique est donné par
{\displaystyle r={\frac {v}{\omega _{c}}}={\frac {v}{\omega _{0}}}\gamma },
En conclusion, en conditions relativistes, {\displaystyle \gamma >1}, la fréquence cyclotron diminue et le rayon de la trajectoire augmente. L'isochronisme est perdu. Il apparaît un décalage entre {\displaystyle f_{c}}et {\displaystyle f_{e}} qui entraîne la perte du faisceau. Pour le rétablir, il faut soit adapter {\displaystyle f_{e}} à {\displaystyle f_{c}}, soit accroître le champ magnétique pour remettre les particules sur la bonne trajectoire et retrouver la synchronisation entre {\displaystyle f_{e}} et {\displaystyle f_{c}}.

### Synchrocyclotron

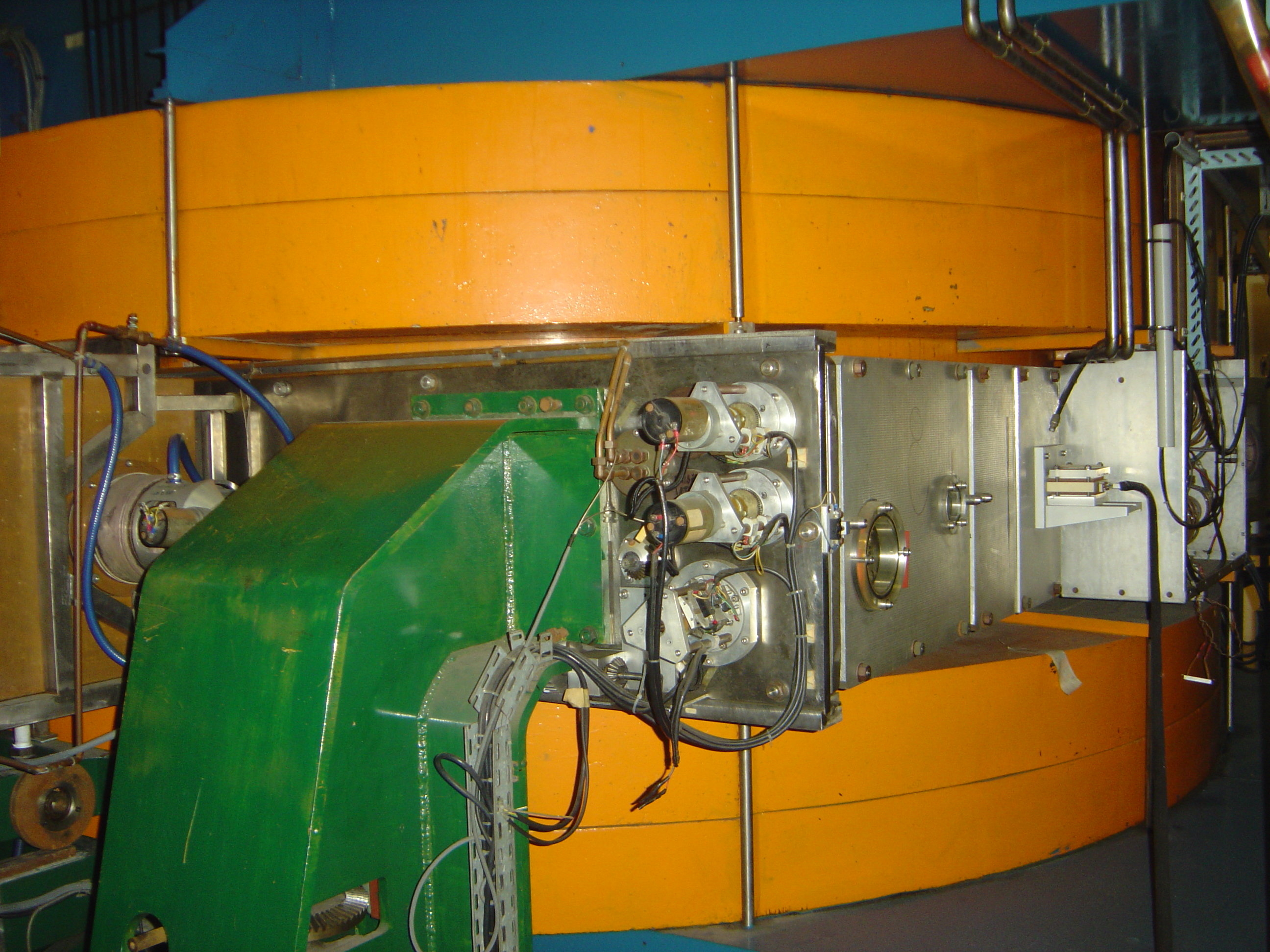
Le synchrocyclotron du centre de Protonthérapie d'Orsay.

Dans le synchrocyclotron, la fréquence {\displaystyle f_{e}} du champ électrique devient {\displaystyle f_{e}(t)}, variable avec le temps pour rester égale à {\displaystyle f_{c}} qui diminue lorsque la vitesse linéaire se rapproche de la vitesse de la lumière. 
{\displaystyle f_{e}=f_{c}={\frac {f_{0}}{\gamma }}={f_{0}}{\sqrt {1-\beta ^{2}}}}
De ce fait, le synchrocyclotron opère par séquences. Par exemple, le synchrocyclotron SC200 d'Orsay délivre des paquets de protons durant 20 microsecondes toutes les 2.2 millisecondes.

### Cyclotron isochrone ou AVF
Alternativement, pour maintenir l'isochronisme, il faut augmenter l'intensité du champ magnétique avec {\displaystyle r\,}. Mais le maintien de la stabilité verticale du faisceau exige au contraire que le champ diminue quand {\displaystyle r\,} augmente. En 1938, Llewellyn Thomas propose de résoudre ce dilemme en introduisant des variations spatiales du champ magnétique, tout en maintenant la fréquence {\displaystyle f_{e}\,} du champ électrique d'accélération constante et calée sur la fréquence cyclotron {\displaystyle f_{0}\,} en conditions non-relativistes. Les modifications du champ magnétique introduites par Thomas sont de deux ordres :
- une variation radiale : une augmentation du champ magnétique du centre vers la périphérie du cyclotron compense l'effet relativiste d'augmentation de la masse.

Étant donné le gyroradius {\displaystyle r={\frac {\gamma m_{0}v}{qB}}} et la fréquence cyclotron relativiste {\displaystyle f_{c}={\frac {f_{0}}{\gamma }}}, on établit un champ {\displaystyle B} de telle sorte que, du centre à la périphérie du cyclotron, il varie proportionnellement au facteur de Lorentz, {\displaystyle B=\gamma B_{0}}. Dans ces conditions,
{\displaystyle r={\frac {m_{0}v}{qB_{0}}}}
Le rayon de la trajectoire ne dépend que de la vitesse linéaire {\displaystyle v}, comme dans les conditions non-relativistes.
- une modulation azimutale : une alternance de secteurs de champ fort et de champ faible maintient la stabilité transversale des particules sur leur trajectoire spirale[6]. C'est pourquoi ces cyclotrons isochrones sont aussi appelés cyclotrons AVF (azimuthal varying field).

Il est à noter que ces modifications du champ magnétique sont purement spatiales et ne dépendent pas du temps. Le champ B reste statique. La fréquence cyclotron est maintenue constante. Ceci permet d'accélérer les particules de façon continue à chaque période de la radiofréquence du champ électrique, plutôt que par paquets comme dans le synchrocyclotron et dans la plupart des autres accélérateurs. Le principe de variation du champ magnétique, avec des collines et des vallées alternant par secteur, a un fort effet de focalisation. Les cyclotrons AVF permettent d'obtenir des courants de faisceau beaucoup plus intenses que les synchrocyclotrons. C'est pourquoi tous les cyclotrons modernes utilisent les variations de champ azimutales, même les cyclotrons dont l'énergie des particules reste dans le domaine non-relativiste.

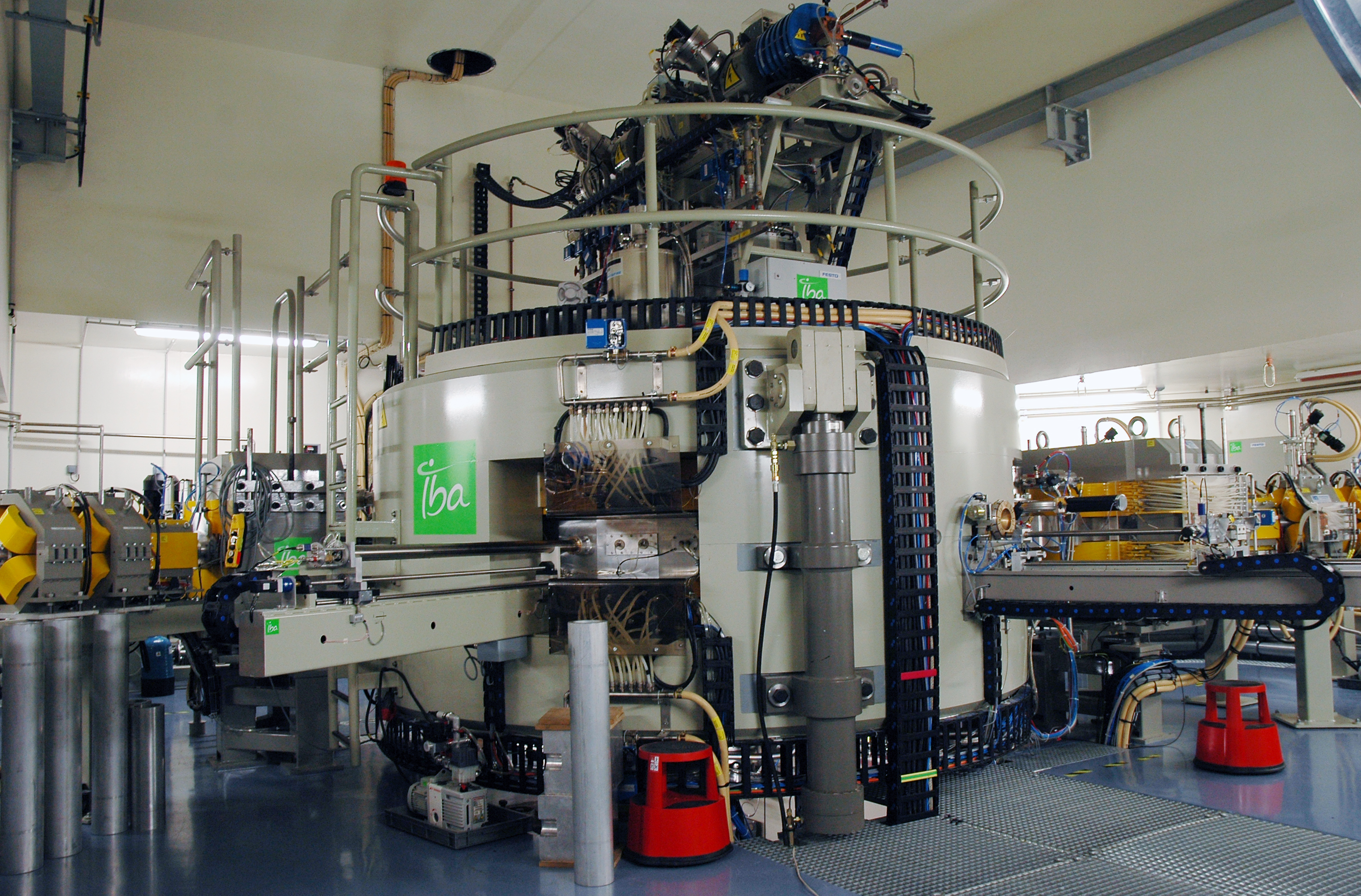
Le cyclotron ARRONAX de l'Université de Nantes.

Le cyclotron ARRONAX, installé à l'Université de Nantes en 2007-2008 et mis en service en 2010, est un cyclotron isochrone destiné à la recherche et à la production de radioisotopes pour la médecine. ARRONAX a été conçu pour produire des protons et des particules alpha de 70 MeV. Il est composé d'un électro-aimant qui a été calculé et réalisé pour produire un champ magnétique  statique {\displaystyle B=\gamma B_{0}} pour les protons et de quatre pôles-secteurs qui assurent la stabilité transversale des trajectoires. De plus, ces secteurs sont aussi dotés de bobinages qui corrigent radialement le champ magnétique principal pour pouvoir passer de l'accélération des protons à celle des particules alpha tout en conservant l'isochronisme.

## Utilité
Un cyclotron est un accélérateur de particules de taille minime : de l'ordre de 6 m3. Il permet la production d'isotopes radioactifs, et en particulier d’oxygène 15 (15O), de carbone 11 (11C), d’azote 13 (13N), et de fluor 18 (18F), utilisés notamment en médecine. Les isotopes sont obtenus par l'irradiation d'une cible avec les protons accélérés par le cyclotron.
Le fluor 18 (isotope à demi-vie courte : 109 minutes) permet de fabriquer du fluorodésoxyglucose (FDG), un sucre radioactif inutilisable par la cellule, qui va s'accumuler préférentiellement dans les zones cancéreuses, fortes consommatrices de glucose. Une tomographie à émission de positons (TEP) permettra de détecter certains cancers de façon particulièrement fine puis de les traiter à des stades très précoces.

## Histoire
Le principe de l'accélération des ions par des impulsions électriques répétées (accélération linéaire par résonance) a été proposé par Gustav Ising, un chercheur suédois, en 1928. Le principe a été mis en œuvre par Rolf Widerøe, un chercheur norvégien qui préparait sa thèse à l'université d'Aix-la-Chapelle en 1927. Sa thèse est publiée en 1928. Widerøe ne développe pas l'accélérateur circulaire dont l'idée lui est pourtant suggérée par un de ses camarades. Parallèlement, Max Steenbeck développe à la même époque le concept d'un cyclotron chez Siemens mais n'a les moyens ni de publier sa découverte ni de construire l'appareil,,. Le premier brevet de cyclotron est déposé par le physicien hongrois Leo Szilard en 1929, alors qu'il travaillait à l'université Humboldt de Berlin,,.
En France, Jean Thibaud, alors jeune chercheur dans le laboratoire de Maurice de Broglie, prend connaissance de la thèse de Widerøe en 1929. Il réalise à son tour un accélérateur linéaire qui fonctionne. Mais il constate que, pour obtenir des accélérations importantes, il faudrait pouvoir construire un appareil qui dépasse les limites du laboratoire. Il conçoit alors et construit, dès novembre 1930, un accélérateur circulaire. Il fait une communication sur ce sujet au Congrès international d'électricité qui se tient à Paris en 1932. Après la construction de quelques prototypes, Jean Thibaud abandonne cette piste de recherche. Il publie quelques photos de ses cyclotrons dans son ouvrage Puissance de l'atome. Il n'a jamais cherché à faire valoir ses droits sur cette découverte. 

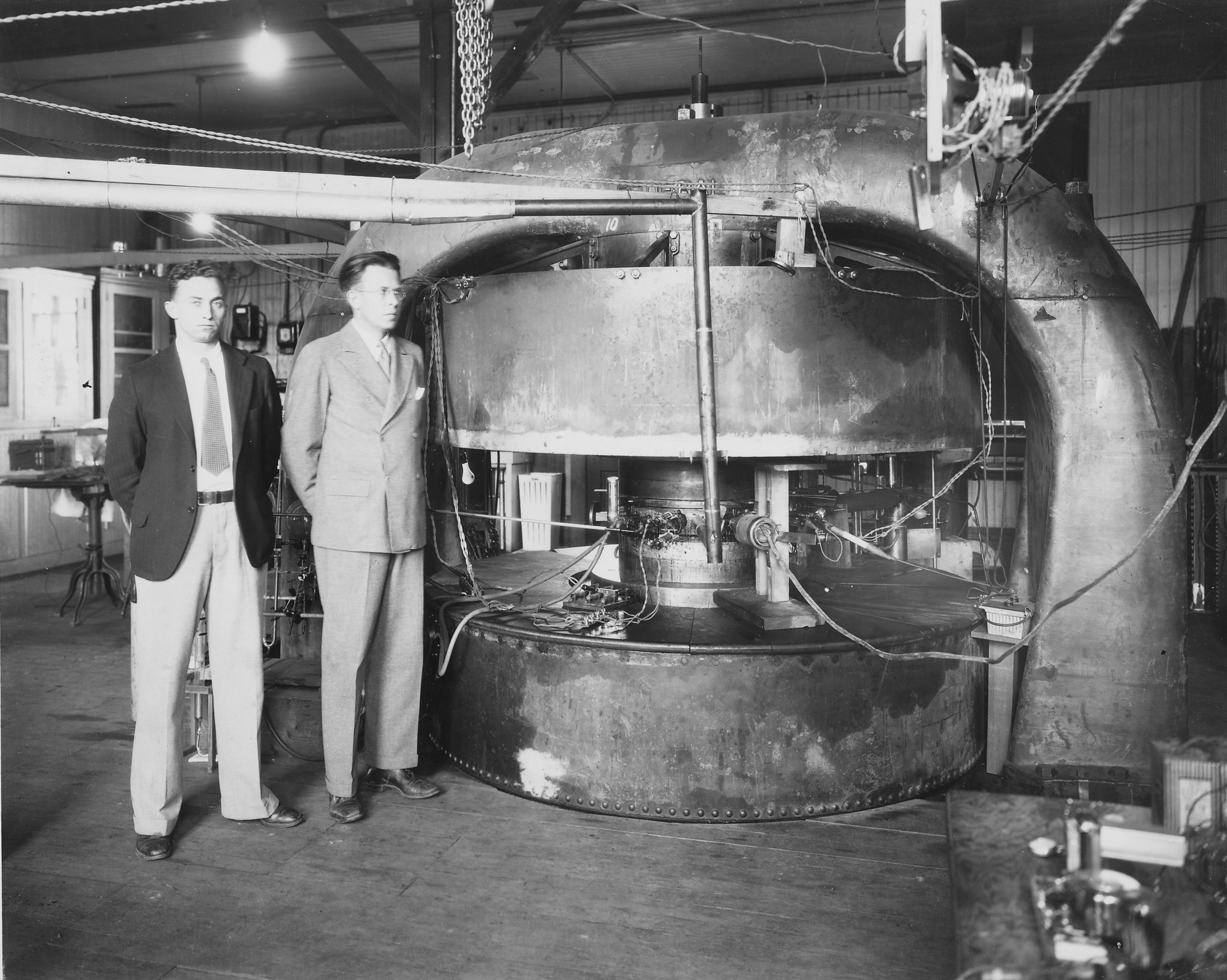
M. Stanley Livingston et Ernest O. Lawrence devant leur cyclotron de 69 cm au Laboratoire des Radiations à l'université de Californie à Berkeley en 1934.

Ernest Orlando Lawrence, professeur à l'université de Californie à Berkeley, lit l'article de Widerøe sur l'accélérateur linéaire et imagine que le même principe peut être appliqué à un accélérateur circulaire. Il confie la réalisation à un étudiant, M. Stanley Livingston, qui construit le premier cyclotron mis en service en 1932,. Au laboratoire des radiations à Berkeley, Lawrence construit ensuite une série de cyclotrons de plus en plus puissants : un 69 cm à 4,8 MeV en 1932, un 94 cm, 8 MeV en 1937, un 152 cm, 19 MeV en 1939 et un 465 cm synchrocyclotron en 1945. Il reçoit le prix Nobel de physique en 1939.
Le premier cyclotron européen est construit au département de physique de l'Institut du Radium à Leningrad, dirigé par Vitali Khlopin. Cet instrument, d'abord proposé par George Gamow et Lev Misowski, est réalisé par Igor Kourtchatov et mis en service en 1937. En Allemagne, un cyclotron est construit à Heidelberg sous la direction de Walther Bothe et Wolfgang Gentner, et devient opérationnel en 1943.
En France, Frédéric Joliot veut disposer d'un cyclotron lorsqu'il est nommé professeur au Collège de France en 1937. Il fait appel à Lawrence qui lui envoie des plans. Le cyclotron est construit à Zurich et installé dans le sous-sol d'un nouveau bâtiment du Collège de France en 1939. La mise au point de la machine est d'abord suspendue quand les Allemands occupent Paris. L'officier allemand chargé de la surveillance des installations s'avère être un physicien, collègue de Frédéric Joliot. Il apporte son concours pour faire les dernières finitions et pour la mise en  service de la machine. Le cyclotron produit des protons de 7 MeV. Il fonctionne au Collège de France jusqu'en 1958, puis à Orsay jusqu'en 1966. Il est alors démonté. L'aimant est réutilisé. La chambre d'accélération contenant les Dés est donnée au Musée des Arts et Métiers. 
Pour succéder au premier cyclotron, Irène Joliot-Curie commande un synchrocyclotron Philips de 160 MeV qui est installé à l'Institut de physique nucléaire d'Orsay. Cet appareil fonctionne entre 1958 et 1975.
Le 20 novembre 1968, est mis en service le cyclotron de l'Institut des sciences nucléaires installé sur le polygone scientifique de Grenoble. Il sera amélioré de 1978 à 1980 par un post-accélérateur portant l'acronyme de SARA et utilisé jusqu'en 1998.
Un autre synchrocyclotron de 200 MeV est conçu et réalisé à Orsay. Il fonctionne pour la recherche entre 1978 et 1990, puis pour la protonthérapie entre 1990 et 2010. En 2010, un cyclotron IBA C230 est installé dans le nouveau centre de protonthérapie d'Orsay.
En 1963, sous le nom de code « projet Dragon », le chercheur Henri-Paul Lenders de la société Air liquide met au point le premier cyclotron français.
Le cyclotron TRIUMF, le plus grand cyclotron du monde réalisé en 1968 à Vancouver au Canada, avec un rayon de 7,9 m, a produit, en 2010, des protons qui atteignent les 3/4 de la vitesse de la lumière, soit une énergie de 520 MeV. Le cyclotron Ring de l'Institut Paul Scherrer, à Villigen en Suisse, est plus puissant puisqu'il accélère les protons à 590 MeV, tout en étant plus petit, parce qu'il utilise un champ magnétique plus fort.

## Dans la littérature
Le cyclotron est mentionné dans la série manga Silent Möbius. Un vieil homme dit que les êtres venus de Némésis (une autre dimension) avaient pour but de s'emparer de tous les cyclotrons.
Autre apparition dans la bande dessinée : Felix, créée par Maurice Tillieux. Dans l'épisode 27 Le Tumulus écrit en 1951, un personnage indique qu'un cyclotron permet de créer de l'or, tout en admettant qu'il n'a pas les moyens d'installer ce type de machine.
Le cyclotron est mentionné dans le livre La Grève d'Ayn Rand (1957), lors du discours de John Galt : « Il [l'homme] ne peut creuser un trou ou construire un cyclotron sans la connaissance des moyens nécessaires à ces réalisations ».